# Coleophora citrarga
Coleophora citrarga é uma espécie de mariposa do gênero Coleophora pertencente à família Coleophoridae.